# Puylausic
Puylausic är en kommun i departementet Gers i regionen Occitanien i sydvästra Frankrike. Kommunen ligger i kantonen Lombez som tillhör arrondissementet Auch. År 2022 hade Puylausic 159 invånare.

## Befolkningsutveckling
Antalet invånare i kommunen Puylausic
Referens:INSEE